# Coleonema album
Coleonema album är en vinruteväxtart som först beskrevs av Carl Peter Thunberg, och fick sitt nu gällande namn av Bartling & Wendland f.. Coleonema album ingår i släktet Coleonema och familjen vinruteväxter. Inga underarter finns listade i Catalogue of Life.